# Ħal Kirkop
Ħal Kirkop (engelska: Kirkop) är en ort och kommun i republiken Malta. Den ligger i den sydöstra delen av landet, 7 kilometer söder om huvudstaden Valletta. 